# Послание Иакова
Послание Иакова (др.-греч. Ἐπιστολὴ Ἰακώβου, лат. Epistula Iacobi) — соборное послание и одно из 21 послания (дидактического письма) Нового Завета.
В Послании Иакова (1:1) автор назван «Иаковом, рабом Бога и Господа Иисуса Христа», который обращается к «двенадцати коленам, находящимся в рассеянии». Традиционно это послание приписывается Иакову, брату Иисуса (Иакову Праведному), и считается, что его адресатами являлись иудеохристиане, которые были рассеяны за пределами Израиля.
Послание рассчитано на широкую иудейскую аудиторию. В последние десятилетия послание Иакова привлекает все больший научный интерес в связи со всплеском изучения исторического Иакова, его роли в движении Иисуса, его верований, его взаимоотношений и взглядов. Это возрождение интереса к Иакову также связано с растущим уровнем осознания иудейской подоплеки как конкретно этого послания, так и всего раннего движения за Иисуса.

## Авторство
Большинство исследователей считают автором послания первого иерусалимского епископа Иакова Младшего, называемого «брат Господень». Приписывание в Средние века послания апостолу Иакову Алфееву вызвано тем, что ранее этих двух лиц Нового Завета считали одним и тем же лицом. Поскольку дата смерти Иакова, брата Господня установлена точно — он был убит в 62 году н. э., Послание не могло быть написано позже этого года.
Евсевий Кесарийский и Иероним Стридонский цитировали это послание.

## Основные темы
Одна из центральных мыслей Послания — «вера без дел мертва» (Иак. 2:26). По этой причине Послание недолюбливали протестантские богословы периода Реформации, формулировавшие принцип «sola fide» — оправдание одной верой (Лютер даже отнёс его к антилегоменам). Однако противоречие Послания Иакова с тезисом апостола Павла «человек оправдывается не делами закона, а только верою в Иисуса Христа» лишь кажущееся. Павел говорит о невозможности спасения без веры в Спасителя, Иаков же показывает, что настоящая вера обязательно должна выражаться в делах милосердия и христианской любви. Иаков также излагает суть таинства елеосвящения.
Послание отдельно останавливается на заботе об уязвимых, например, сиротах и вдовах (Иак. 1:27), «не имеющих дневного пропитания» (Иак. 2:15), работниках, у которых удержали плату (Иак. 5:4), и бедняках вообще («не бедных ли мира избрал Бог быть богатыми верою и наследниками Царствия, которое Он обещал любящим Его?») критикуя при этом безучастных богачей (Иак 1:10; 5:1-6) и их приспешников: «Не богатые ли притесняют вас, и не они ли влекут вас в суды?» (Иак. 2:6).
- Приветствие (1:1)
- Об искушениях (1:2—18)
- О гневе и исполнении слова (1:19—27)
- О лицеприятии (2:1—9)
- Необходимость соблюдения закона целиком (2:10—13)
- Вера без дел мертва (2:14—26)
- Об укрощении языка и опасности необдуманных речей (3:1—12)
- Истинная мудрость сходящая свыше (3:13—18)
- Осуждение распрей и грехов (глава 4)
- Предостережение богатым (5:1—6)
- Призыв к долготерпению (5:7—11)
- О силе молитвы (5:12—18)
- Об обращении грешников и отступников (5:19, 20)